# 18727 Peacock
18727 Peacock è un asteroide della fascia principale. Scoperto nel 1998, presenta un'orbita caratterizzata da un semiasse maggiore pari a 3,1365520 UA e da un'eccentricità di 0,1034514, inclinata di 5,37520° rispetto all'eclittica.